# Alpska kombinacija
Alpska kombinacija (tudi kombinacija in superkombinacija) je najstarejša disciplina alpskega smučanja, ki združuje smuk in slalom oz. superveleslalom in slalom. Aktualna olimpijska prvaka sta Michelle Gisin in Johannes Strolz, svetovna pa Federica Brignone in Alexis Pinturault.